# Cyanocitta stelleri
La ghiandaia di Steller (Cyanocitta stelleri (Gmelin, 1788)) è un uccello passeriforme della famiglia dei Corvidi.

## Etimologia
Il nome scientifico della specie, stelleri, rappresenta un omaggio al naturalista tedesco Georg Wilhelm Steller: il nome comune altro non è che la traduzione di quello scientifico.

## Descrizione

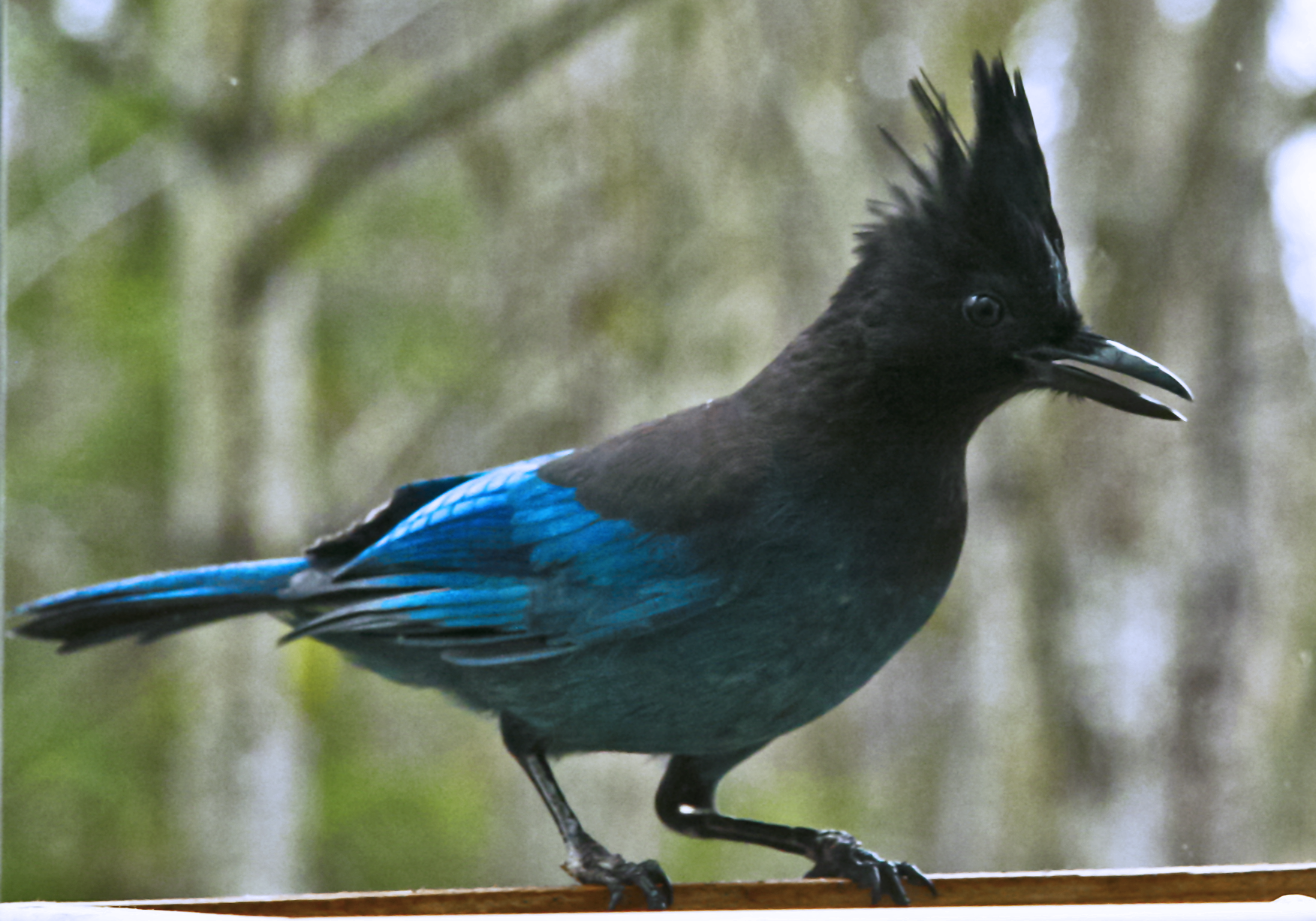
Esemplare con cresta eretta.

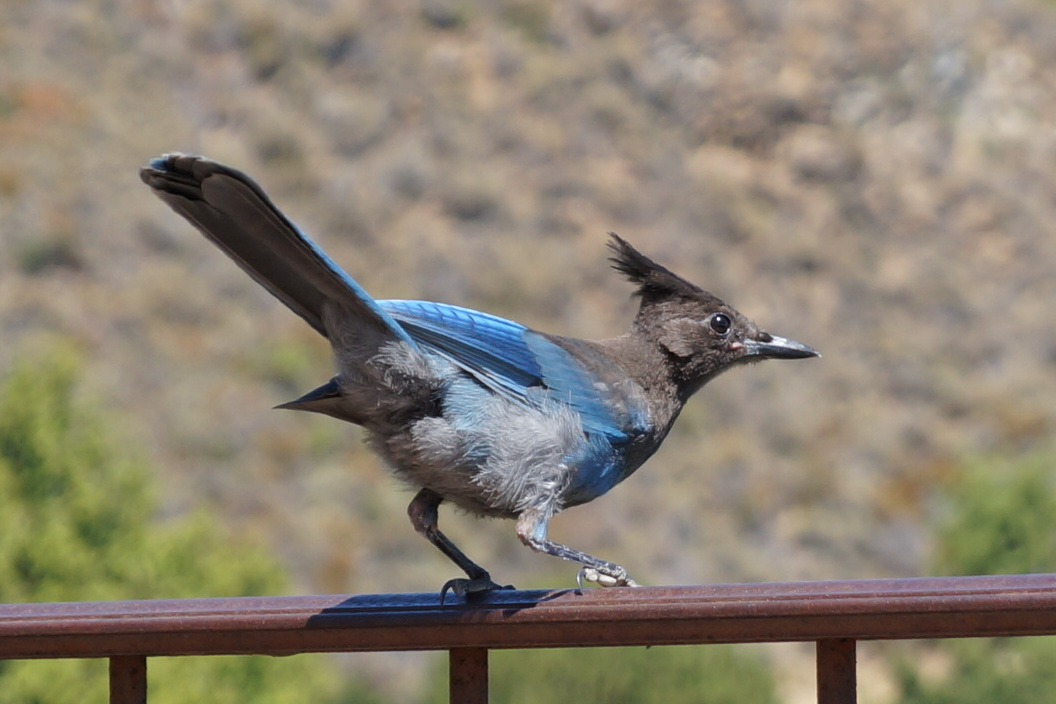
Esemplare con cresta rilassata nel Big Sur.

### Dimensioni
Misura 30-34 cm di lunghezza, per 100-142 g di peso e 45-48 cm di apertura alare.

### Aspetto
Si tratta di uccelli dall'aspetto robusto ma slanciato, muniti di testa arrotondata con forte becco conico e allungato, ali digitate, coda piuttosto lunga (circa un terzo della lunghezza totale) e dall'estremità arrotondata e forti zampe: la ghiandaia di Steller presenta un'inconfondibile cresta erettile triangolare sul vertice, ben più lunga rispetto all'affine ghiandaia azzurra e ben visibile anche quando l'animale la tiene rilassata.
Il piumaggio è di colore blu-azzurro carico su tutto il corpo, più chiaro su ventre, codione e sottocoda e più scuro e tendente al grigio-azzurro con sfumature violacee su petto, collo, dorso e sulla parte piumata delle zampe. La testa è nerastra, con presenza di una "barba" di penne grigiastre sulla bavetta e talvolta di un accenno di sopracciglio bianco appena sopra l'occhio, sottolineato superiormente da penne azzurre barrate di nero: quest'ultimo disegno è riscontrabile anche sulle remiganti e sulle copritrici primarie, nonché nell'area terminale della coda, per il resto di colore azzurro.
Il becco e le zampe sono di colore nerastro, mentre gli occhi sono di colore bruno scuro: il dimorfismo sessuale è trascurabile.

## Biologia

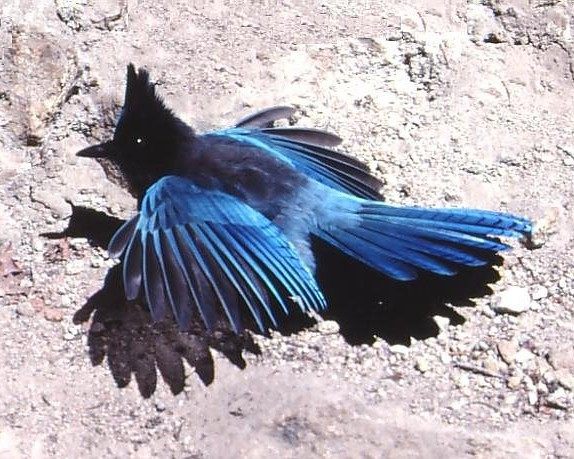
Esemplare in procinto di atterrare nello Yosemite.

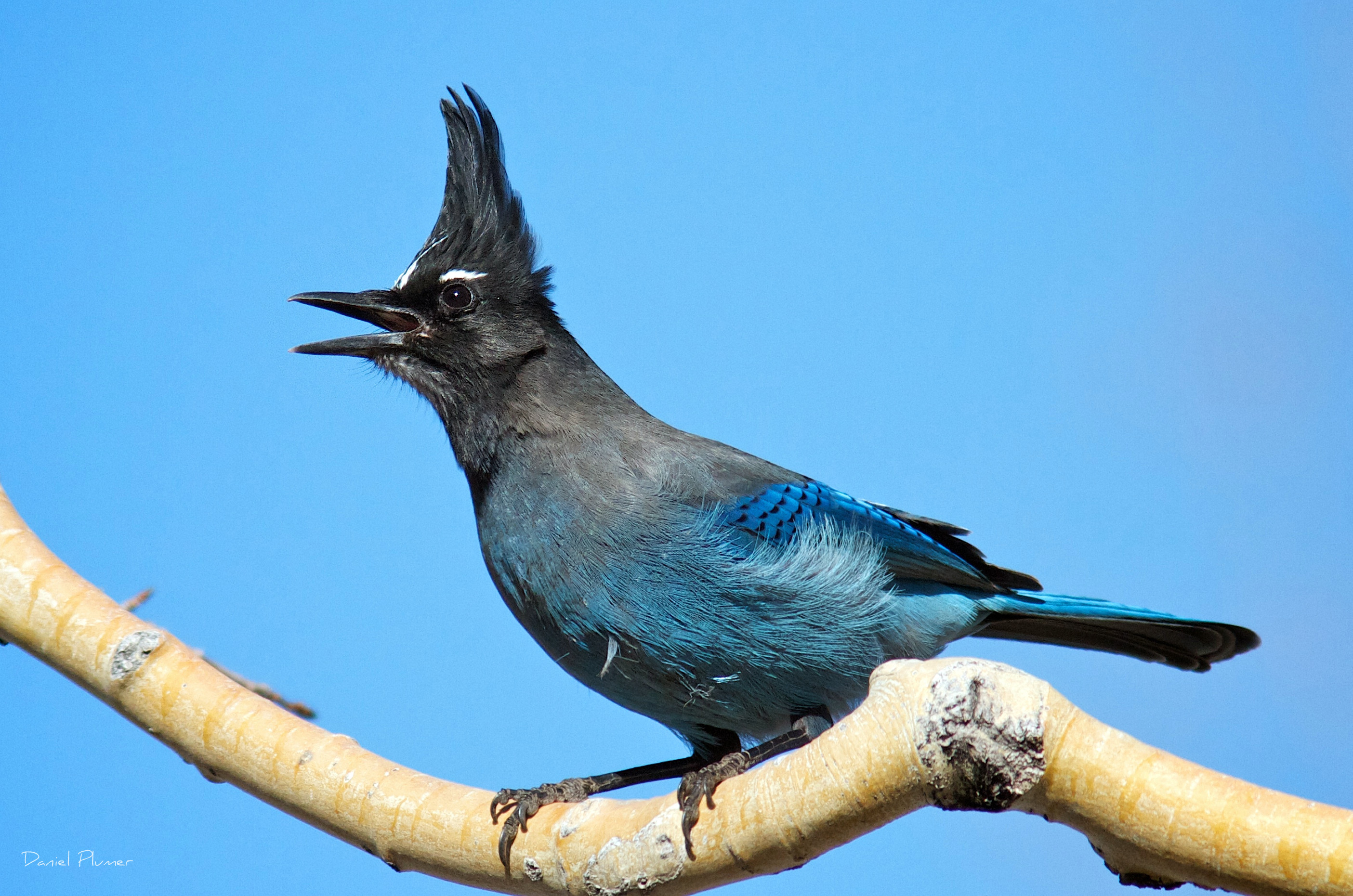
Esemplare canta sul monte Lemmon.

La ghiandaia di Steller è un uccello dalle abitudini di vita diurne e sociali, che all'infuori della stagione riproduttiva (quando le coppie si isolano e divengono molto territoriali) vive in gruppi di una ventina d'individui al massimo, piuttosto fluidi e composti dalle coppie (i cui componenti rarissimamente si separano anche per brevi periodi) e da individui non ancora appaiati.

All'interno di ciascun gruppo vige una gerarchia, i cui precisi meccanismi non sono stati ancora studiati o compresi appieno, ma che viene mantenuta attraverso voli aggressivi (con due esemplari che cercano di portarsi l'uno di fronte all'altro mentre volano verso l'alto, tentando di beccarsi e afferrarsi a vicenda con le zampe) ed atteggiamenti di dominanza (cresta completamente eretta, becco aperto e puntato verso l'interlocutore) e sottomissione (cresta abbassata, ali semiaperte e rivolte verso il basso).
Il repertorio vocale di questi uccelli è piuttosto vario e composto da almeno dodici vocalizzazioni differenti, che vanno da aspri gracchi a suoni flautati, passando per l'imitazione di numerosi suoni, fra cui il richiamo della poiana della Giamaica.

### Alimentazione

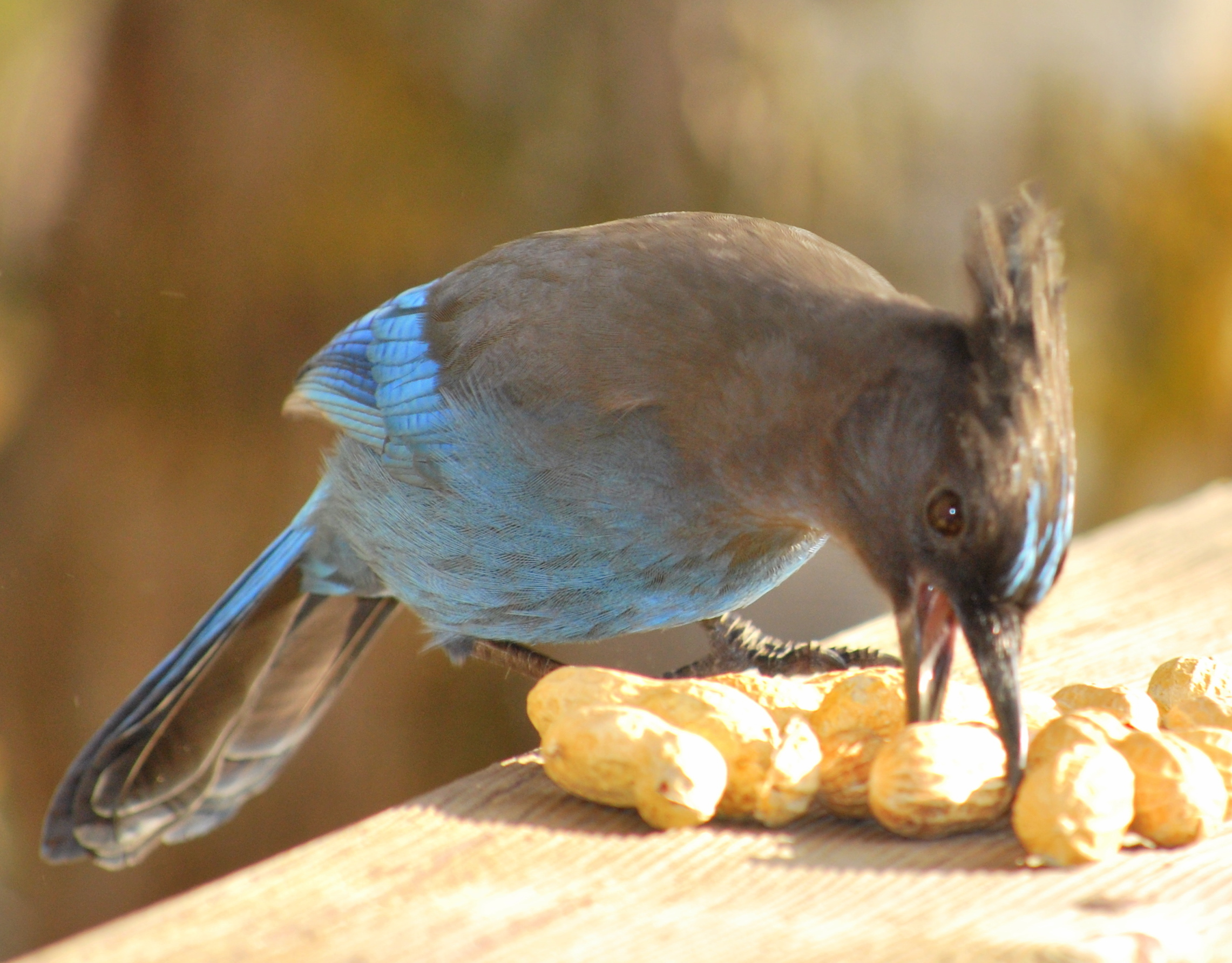
Esemplare intento a nutrirsi.

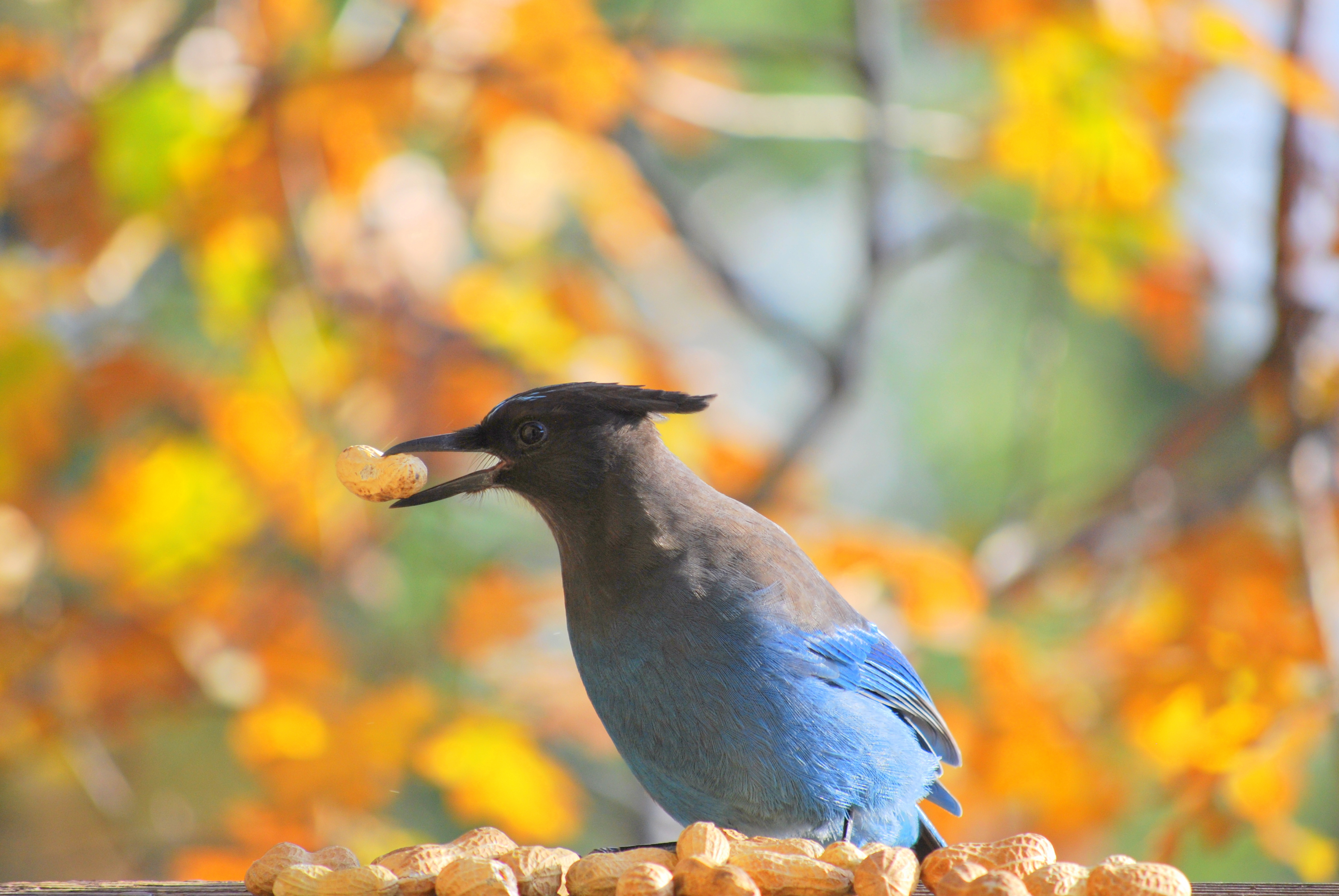
Esemplare si ciba di un'arachide.

Si tratta di uccelli onnivori e dalla dieta piuttosto opportunistica, composta in genere perlopiù da ghiande, pinoli e frutta a guscio (che compongono almeno i due terzi del totale della dieta dell'animale), nonché da bacche, granaglie, frutta e da cibo di origine animale, fra cui uova (fra cui quelle della minacciata urietta marmorizzata), nidiacei, topolini, lucertole ed insetti ed altri piccoli invertebrati.

Il cibo viene reperito al suolo o direttamente fra i rami di alberi e in misura minore cespugli: le ghiandaie di Steller sono inoltre assidue frequentatrici dei campeggi (dove rovistano nella spazzatura alla ricerca di rimasugli di cibo) e delle mangiatoie tradizionalmente poste nei giardini delle case americane.

### Riproduzione
Si tratta di uccelli rigidamente monogami, le cui coppie rimangono assieme per la vita. La stagione riproduttiva va da marzo ad agosto.

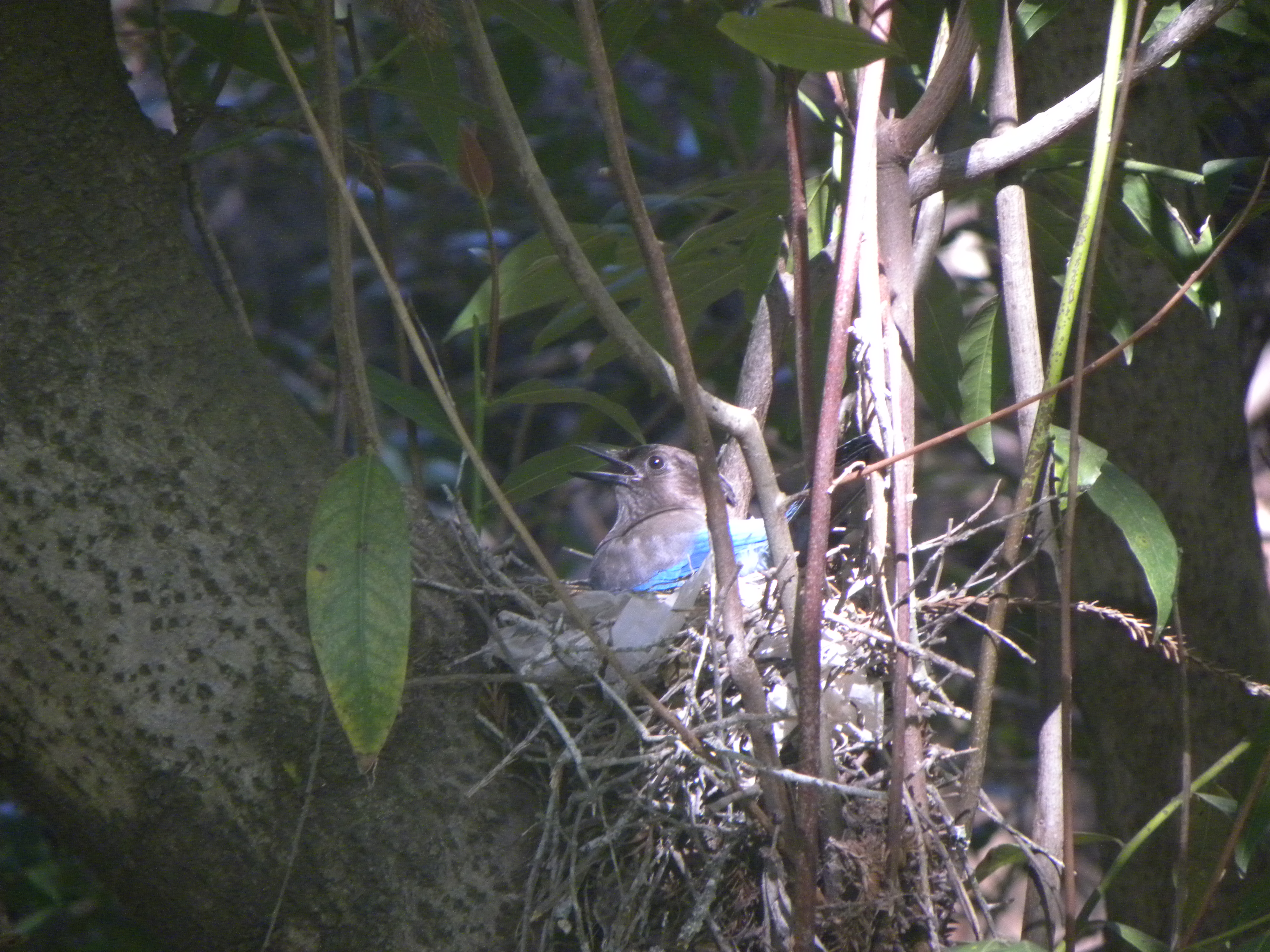
Femmina in cova su alloro californiano nella contea di Santa Clara.

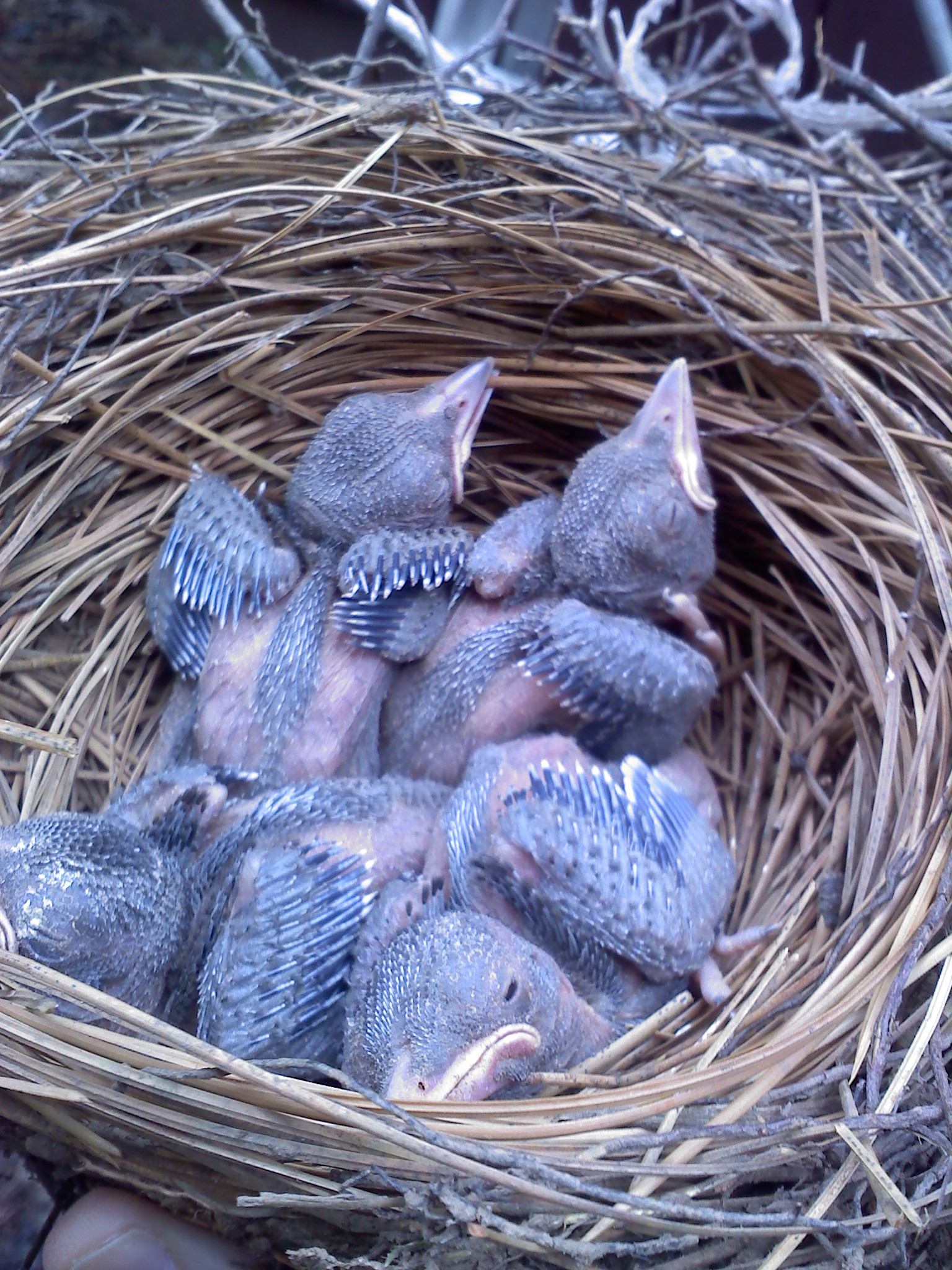
Nido con pulli.

Il nido viene costruito a 3-12 m d'altezza (sebbene siano stati osservati nidi ad altezze inferiori, fra i cespugli) fra i rami di un albero: la scelta del sito di costruzione e la costruzione stessa della struttura (una coppa di fibre vegetali e rametti intrecciati e stabilizzati con fango e terra masticata fino a divenire pastosa) sono attività che vengono portate avanti da ambedue i sessi, mentre la cova delle 2-6 uova, che dura circa 16 giorni, è a carico della sola femmina (con sporadici e aneddotici casi di maschi che hanno incubato le uova alternandosi con la compagna), che però viene nel frattempo imbeccata dal maschio, che rimane sempre nei pressi del nido, occupandosi di tenere a bada i dintorni ed aggredire eventuali intrusi, non solo conspecifici.
I nidiacei sono ciechi e quasi completamente implumi alla schiusa: per le prime due settimane essi vengono imbeccati dalla sola femmina (a sua volta rifornita di cibo dal maschio), mentre trascorso questo periodo, quando hanno compiuto la prima muta e cominciano a fare capolino dal nido, anche il maschio partecipa attivamente alle cure parentali. L'involo avviene a circa tre settimane dalla schiusa, ma l'indipendenza completa viene raggiunta solo un mese circa dopo tale evento, coi giovani che nel frattempo seguono i genitori durante i loro spostamenti, chiedendo loro (sebbene sempre più sporadicamente) l'imbeccata.
La speranza di vita di questi uccelli in natura si aggira attorno ai 15 anni.

## Distribuzione e habitat

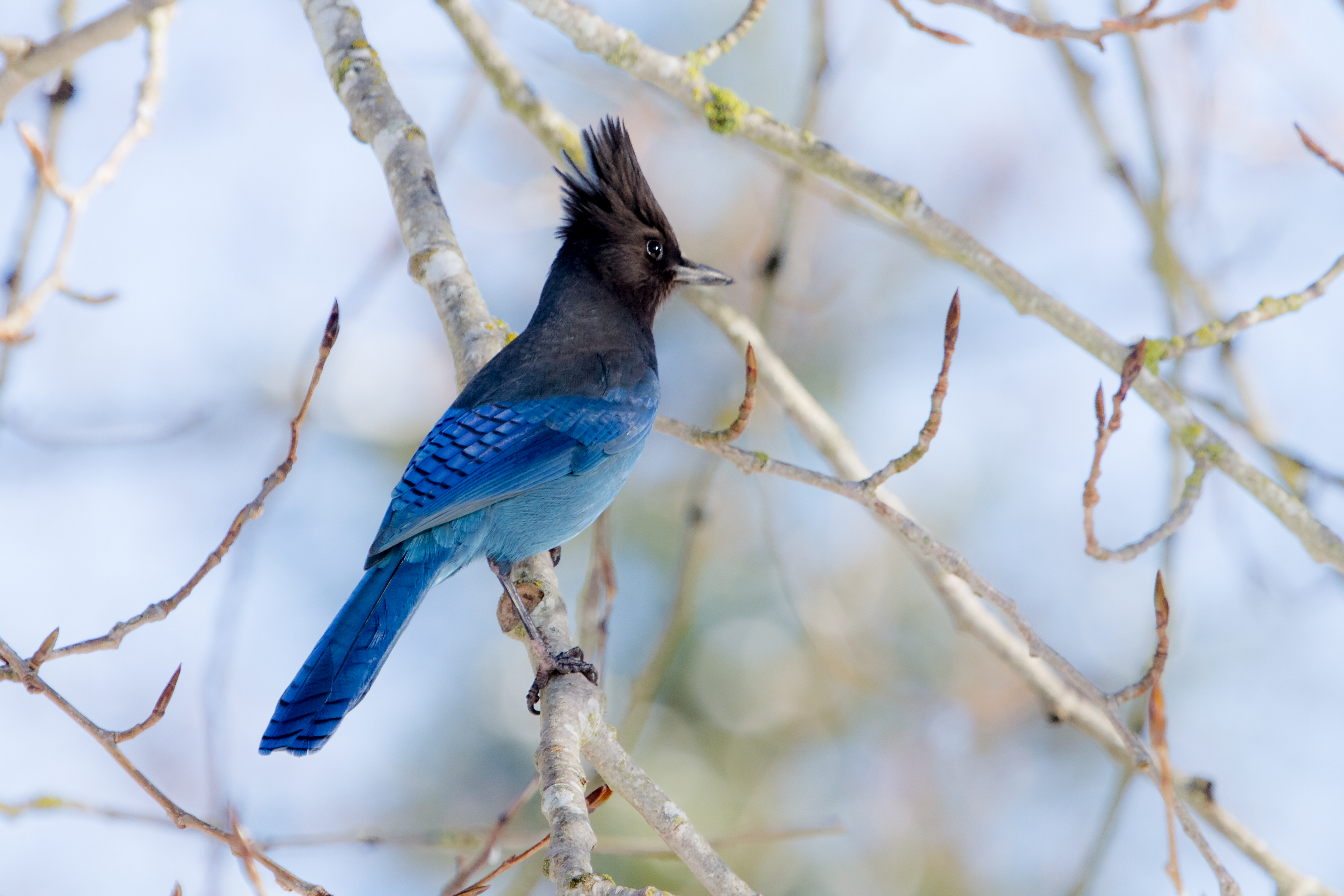
Esemplare nel parco nazionale dei ghiacciai.

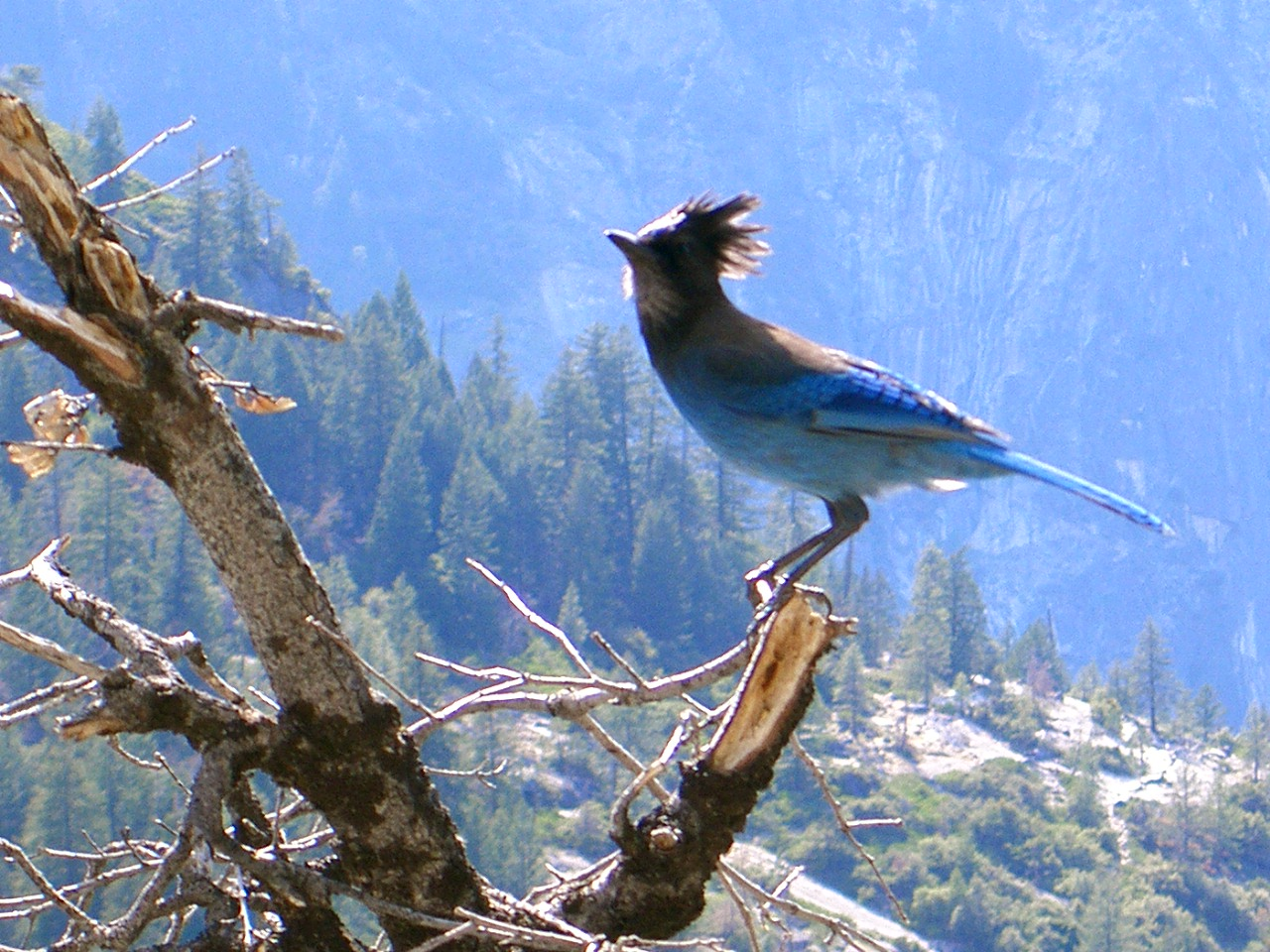
Esemplare nello Yosemite.

La ghiandaia di Steller è diffusa in America settentrionale e centrale, occupando un areale che comprende gran parte della costa pacifica dei due continenti, andando dalla baia di Cook in Alaska alla California centrale, e spingendosi attraverso le Montagne Rocciose e la Sierra Madre Occidentale dalla Columbia Britannica alla costa orientale del mare di Cortez, continuando attraverso la Sierra Madre del Sud fino al Nicaragua nord-occidentale, attraverso Guatemala meridionale, El Salvador e Honduras meridionale.

Si tratta di uccelli residenti, tuttavia le popolazioni più in quota possono scendere a valle per evitare i rigori della stagione fredda.
Questi uccelli popolano una grande varietà di habitat alberati, dal chaparral alle pinete, passando per le foreste temperate miste e a prevalenza di latifoglie, la foresta umida e la foresta pluviale montana, fra i 1000 e i 3500 m di quota: questi uccelli sono piuttosto tolleranti alla presenza umana, colonizzando senza grossi problemi le piantagioni e le aree alberate urbane e suburbane nelle immediate vicinanze delle aree boschive di residenza.

## Tassonomia

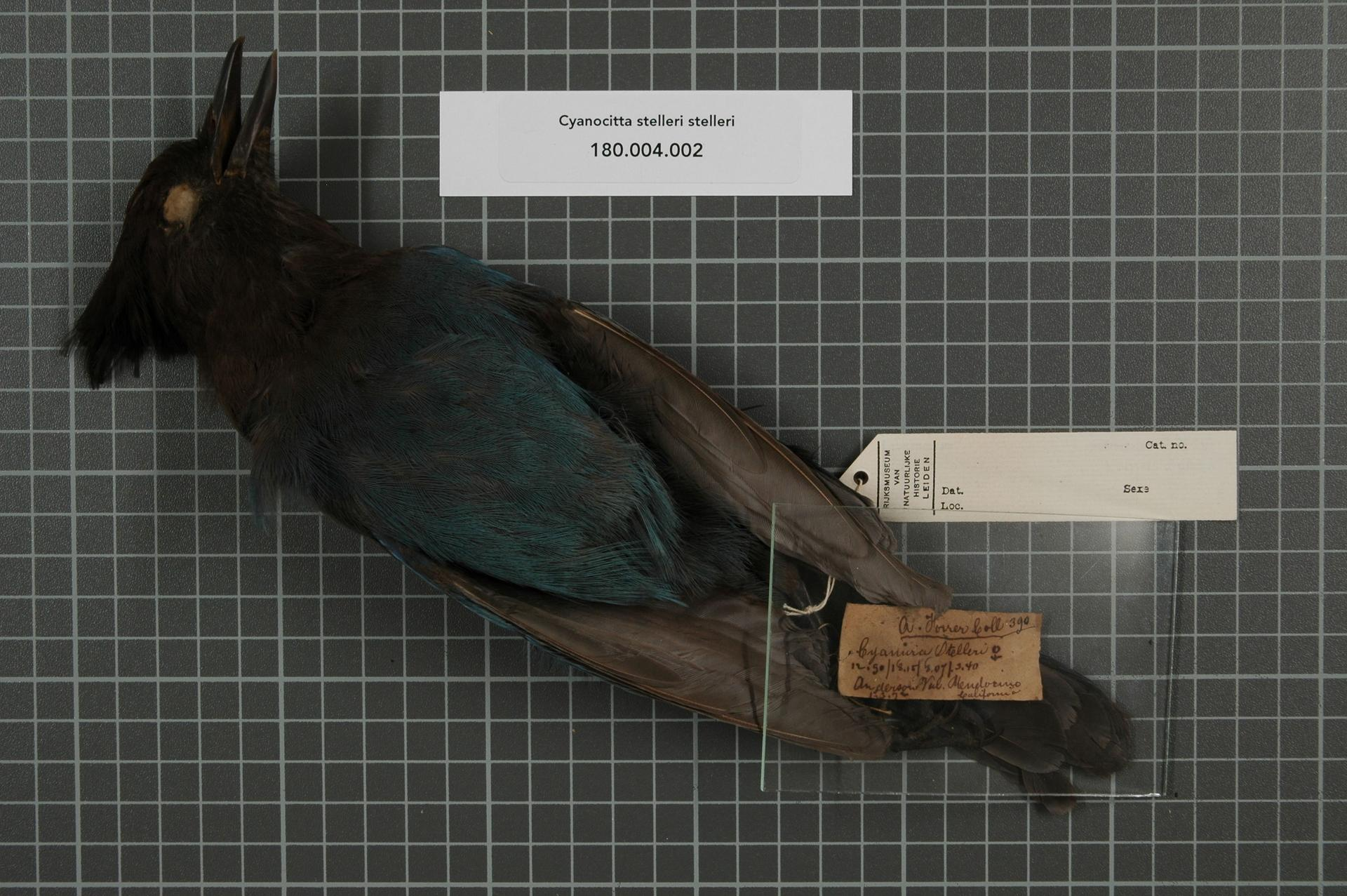
Esemplare impagliato della sottospecie nominale.

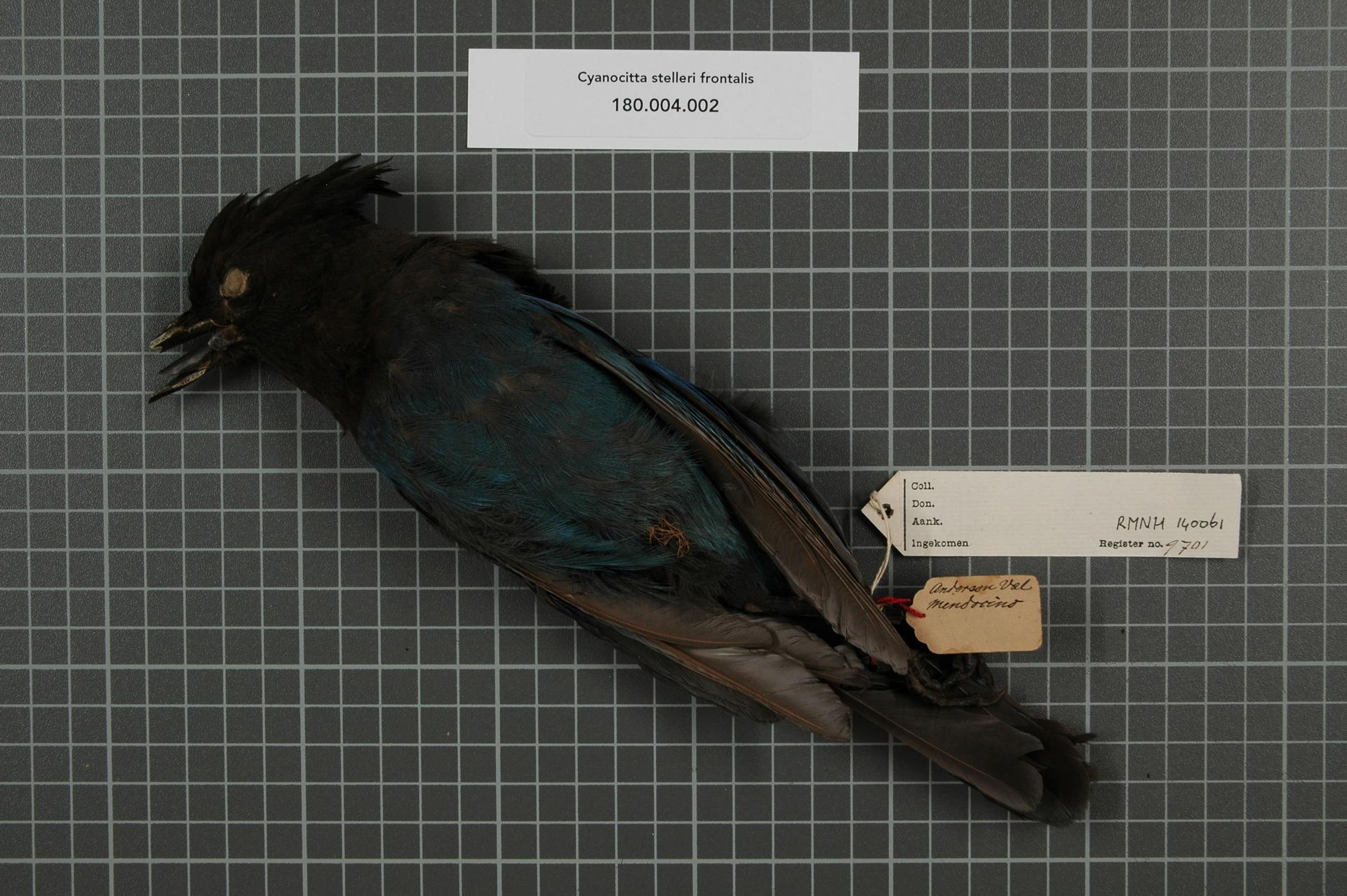
Esemplare impagliato della sottospecie frontalis.

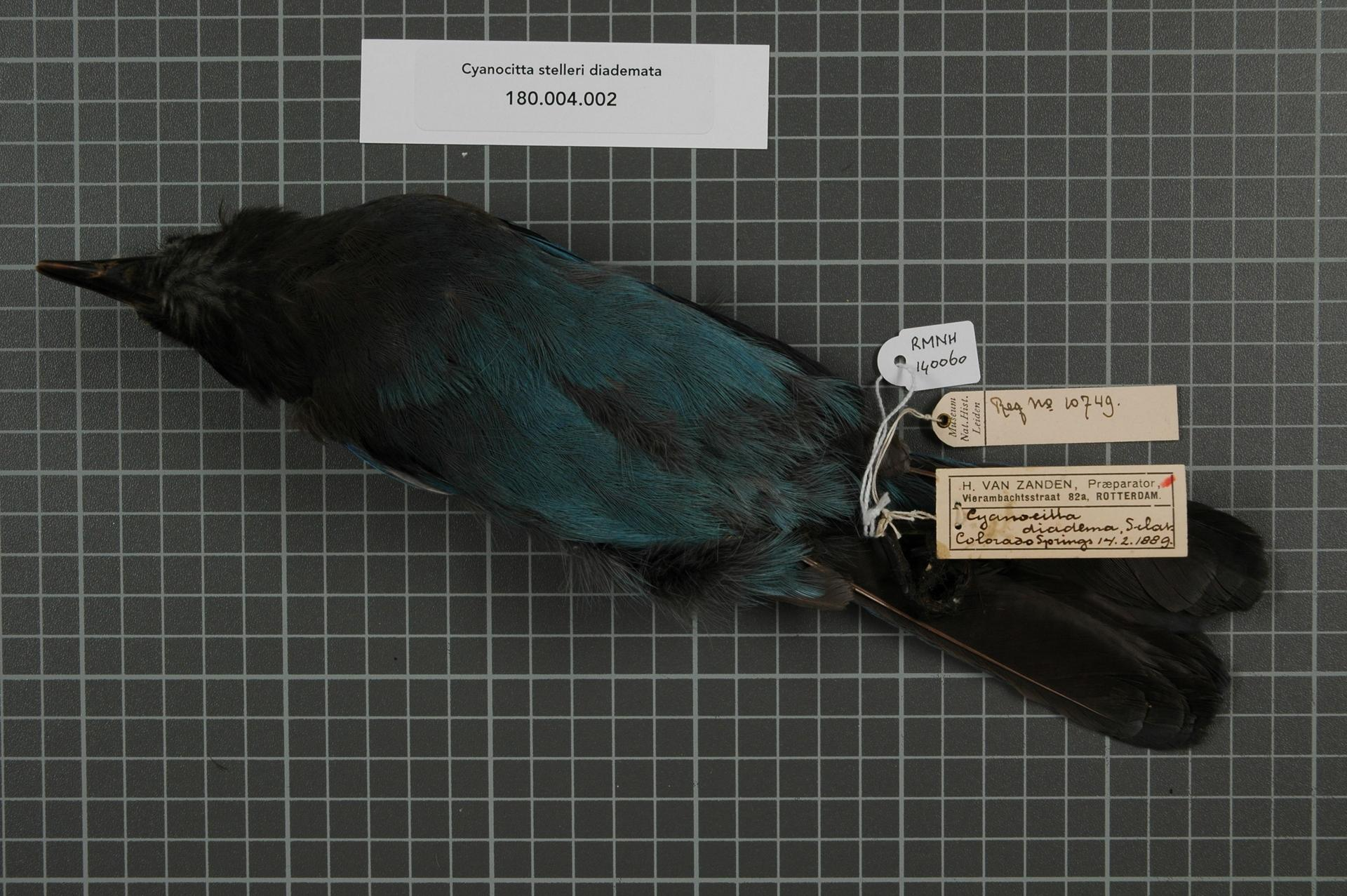
Esemplare impagliato della sottospecie diademata.

Se ne riconoscono tredici sottospecie:
- Cyanocitta stelleri stelleri (Gmelin, 1788) - la sottospecie nominale, diffusa nel nord dell'areale occupato dalla specie, a sud fino all'Oregon nord-occidentale;
- Cyanocitta stelleri carlottae Osgood, 1901 - endemica di Haida Gwaii;
- Cyanocitta stelleri frontalis (Ridgway, 1873) - diffusa dall'Oregon al Nevada centro-occidentale;
- Cyanocitta stelleri carbonacea Grinnell, 1900 - endemica delle contee californiane di Marin, Contra Costa e Monterey;
- Cyanocitta stelleri annectens (Baird, 1874) - diffusa nelle Montagne Rocciose dalla Columbia Britannica al Wyoming;
- Cyanocitta stelleri macrolopha (Baird, 1854) - diffusa dal Wyoming al nord del Messico (stati di Sonora e Chihuahua);
- Cyanocitta stelleri diademata (Bonaparte, 1850) - diffusa nella Sierra Madre Occidentale dal Sonora al Jalisco, ad est fino al Tamaulipas occidentale[6];
- Cyanocitta stelleri phillipsi Browning, 1993 - endemica del San Luis Potosí centrale;
- Cyanocitta stelleri azteca Ridgway, 1899 - diffusa dal Veracruz centro-occidentale al'Oaxaca;
- Cyanocitta stelleri coronata (Swainson, 1827) - diffusa dal sud del San Luis Potosí all'Honduras;
- Cyanocitta stelleri purpurea Aldrich, 1944 - endemica del Michoacán centrale e settentrionale;
- Cyanocitta stelleri restricta Phillips, 1966 - endemica dell'Oaxaca;
- Cyanocitta stelleri suavis Miller, W. & Griscom, 1925 - diffusa nella porzione meridionale dell'areale occupato dalla specie, a sud-est di El Salvador.

Alcuni autori riconoscerebbero inoltre le sottospecie teotepecensis del Guerrero, lazula dell'area di confine fra El Salvador e Honduras e ridgwayi dell'altopiano del Chiapas, tutte sinonimizzate con coronata.